# Oscar Saliba
Oscar Saliba (nacido como Oscar Elías Mario Saliba, el 15 de febrero de 1959 en Huinca Renancó, Argentina) es un político argentino. Es Legislador de la Provincia de Córdoba desde 2023 y Vicepresidente 1° de la legislatura cordobesa.

## Biografía
Es abogado egresado de la Universidad Nacional de Córdoba. Fue Secretario Privado del Presidente Provisorio de la Legislatura de Córdoba (1985-1989), asesor de la Cámara de Diputados de la Provincia de Córdoba (1989-1991), concejal de la ciudad de Huinca Renancó desde 1991 hasta que asumió como intendente en 1995 cargo que ocupó hasta 2023, además desde 2022 al 19 de diciembre de 2023 fue el presidente del Ente de Intendentes Radicales de la Provincia de Córdoba.
En 2023 lanzó su candidatura a la Legislatura de la provincia de Córdoba con Milena Pérez Migueles como compañera de fórmula por Juntos por el Cambio para representar al Departamento General Roca (Córdoba). En las Elecciones provinciales de Córdoba de 2023, fue electo legislador departamental imponiéndose sobre los candidatos opositores con el 51,86% de los votos.
En la sesión del 18 de diciembre de 2024 fue elegido vicepresidente 1° de la Legislatura.
Salibi participa de la siguiente comisión en la legislatura:
- Comisión de Economía y Presupuesto